# Ruages
Ruages ist eine französische Gemeinde mit 85 Einwohnern (Stand 1. Januar 2022) im Département Nièvre in der Region Bourgogne-Franche-Comté (vor 2016 Bourgogne). Sie gehört zum Arrondissement Clamecy und zum Kanton Clamecy (bis 2015 Tannay).

## Geographie
Ruages liegt etwa 55 Kilometer südsüdöstlich von Auxerre an der Yonne, die die Gemeinde im Westen begrenzt. Nachbargemeinden von Rouages sind Saizy im Norden und Nordosten, Neuffontaines und Moissy-Moulinot im Nordosten, Anthien im Osten, Corbigny und Chitry-les-Mines im Süden, Marigny-sur-Yonne im Südwesten, Dirol im Westen sowie Monceaux-le-Comte im Nordwesten.

## Bevölkerungsentwicklung
| Jahr                       | 1962 | 1968 | 1975 | 1982 | 1990 | 1999 | 2006 | 2011 | 2016 |
| -------------------------- | ---- | ---- | ---- | ---- | ---- | ---- | ---- | ---- | ---- |
| Einwohner                  | 175  | 183  | 162  | 113  | 106  | 110  | 122  | 112  | 94   |
| Quellen: Cassini und INSEE |      |      |      |      |      |      |      |      |      |

## Sehenswürdigkeiten

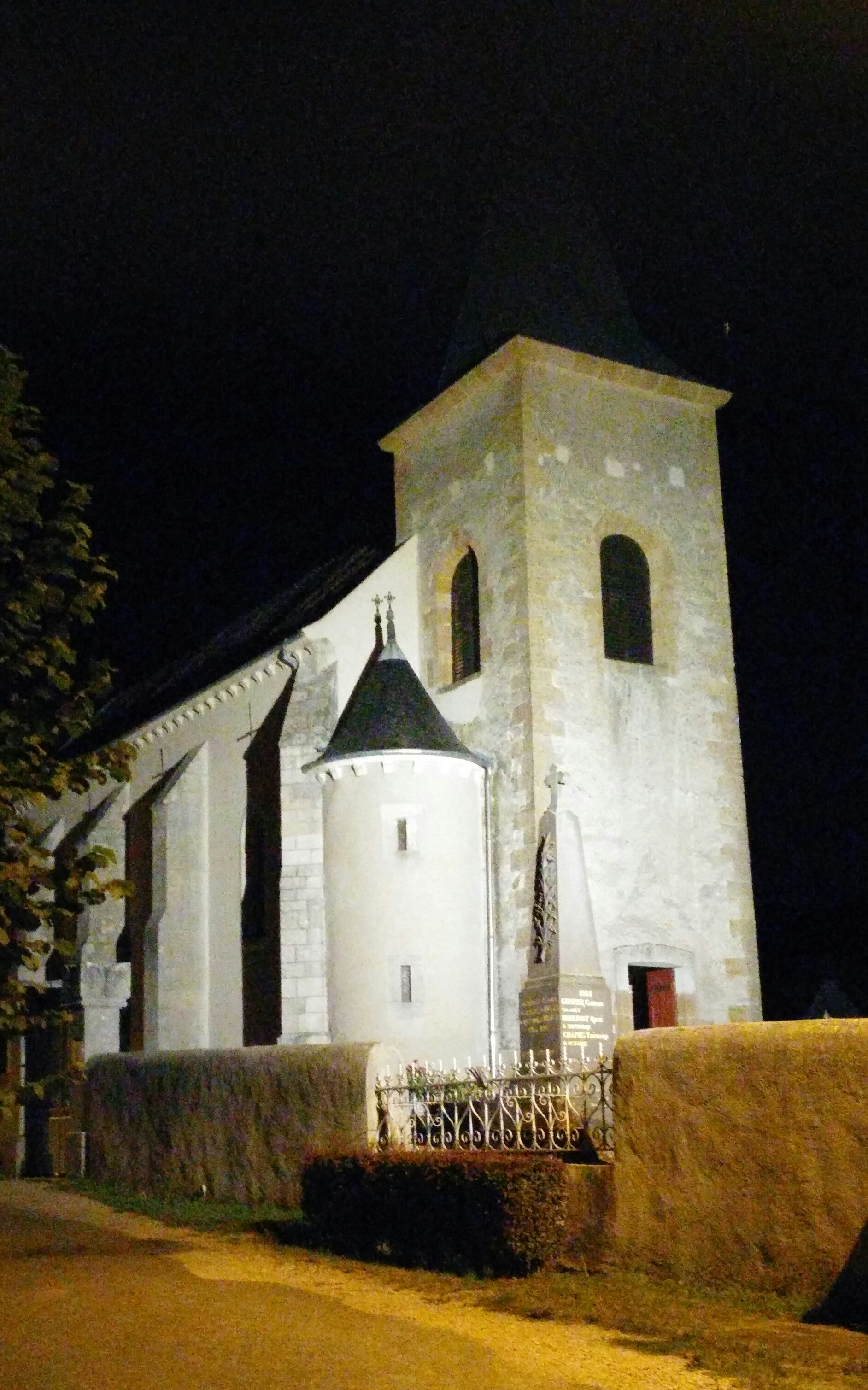
Kirche Notre-Dame

- Kirche Notre-Dame
- Benediktinerpriorat